# Живи и дай умереть
«Живи и дай умереть» (англ. Live and Let Die) — шпионский боевик о британском суперагенте Джеймсе Бонде, восьмой фильм  «бондианы» (экранизация одноимённого романа Яна Флеминга). Первый для исполнителя главной роли Роджера Мура фильм.
«Живи и дай умереть» вышел во время пика популярности фильмов жанра «блэксплойтэйшен», поэтому многие архетипы и клише этого жанра были использованы в фильме, включая причёски в стиле «афро», обидные расовые ругательства, чёрных гангстеров и «пимпмобили».

## Сюжет
В один день происходит три убийства агентов британской спецслужбы МИ-6. Начальник МИ-6 М (Бернард Ли) отправляет агента Бонда расследовать их. 
Агент 007 отправляется в США, где произошло три убийства. Там, при помощи агента ЦРУ Феликса Лейтера, Джеймс выходит на наркобарона Канангу. Потом Бонд отправляется на Ямайку, где знакомится с гадалкой Кананги Солитер, которая потом будет помогать ему, и местным рыбаком Куоррелом-младшим. 
Там агент 007 находит огромные плантации мака для изготовления героина, принадлежащие доктору Кананге. Вскоре Бонд узнаёт его планы: Кананга хочет сначала распространить огромное количество героина стоимостью миллиард долларов по всей территории США совершенно бесплатно, чтобы наладить поставки, а потом продать гораздо большую партию по гораздо большей цене, став самым богатым человеком в мире. 
Бонд попадает в западню в ресторане, помощник Кананги — здоровяк Ти Хи, отдаёт его на съедение крокодилам. 007 бежит с фермы, уничтожив лабораторию картеля по производству наркотиков. Он угоняет катер и в результате длительной погони уплывает от преследователей. Островитяне собираются совершить обряд убийства Солитер, но Бонд им мешает, после чего 007 и его подруга оказываются на подземной базе Кананги, откуда с помощью поезда поставляют наркотики. Злодей хочет опустить 007 и Солитер в бассейн с акулами, однако Бонд с помощью гаджета распиливает верёвки, вступает в противоборство с Канангой и убивает его пулей со сжатым газом, после чего бежит с острова вместе с Солитер. Бонд и его девушка садятся на поезд. Ти Хи с помощью стальной руки-протеза пытается убить 007, забравшись в поезд. Бонд выкидывает его в окно и уединяется с женщиной.

## В ролях
| Актёр            | Роль                  |
| ---------------- | --------------------- |
| Роджер Мур       | Джеймс Бонд           |
| Бернард Ли       | M                     |
| Лоис Максвелл    | мисс Манипенни        |
| Дэвид Хедисон    | Феликс Лейтер         |
| Яфет Котто       | Кананга / мистер Биг  |
| Джейн Сеймур     | Солитер               |
| Клифтон Джеймс   | шериф Пеппер          |
| Джулиус Харрис   | Ти Хи                 |
| Джеффри Холдер   | Барон Суббота         |
| Глория Хендри    | Рози Карвер           |
| Рой Стюарт       | Куоррел младший       |
| Мадлен Смит      | мисс Карусо           |
| Ирл Джолли Браун | Виспер                |
| Джеймс Дрейк     | Дос                   |
| Роберт Дикс      | Гамильтон             |
| Деннис Эдвардс   | Бэйнс                 |
| Элвин Энкорн     | Новоорлеанский убийца |

## Саундтрек
«Live and Let Die» — название главной темы к фильму в исполнении британо-американской рок-группы Wings, написанной английским музыкантом и композитором Полом Маккартни и его женой Линдой Маккартни. До того, как сценарий был закончен, с Маккартни связались продюсеры фильма Гарри Зальцман и Альберт Р. Брокколи с просьбой написать песню.

## Награды
- 1974 год — номинация на премию «Оскар» в категории «Лучшая песня» за композицию «Live and Let Die» (Пол Маккартни и Wings).

## Факты
- В русском дубляже допущена ошибка в одной из последних сцен фильма, где Бонд учит Солитер играть в карточную игру: вместо «Джина рамми» игра названа «Кункеном». Одно из самых заметных отличий этих карточных игр — победная комбинация Джина рамми называется «Джин», а Кункена — «Экспресс».
- Сцена, в которой Бонд перепрыгивает по крокодилам была снята вживую, с реальными крокодилами и каскадером. Точнее, вместо каскадера был владелец крокодильей фермы в Ямайке по имени Росс Кананга. Крокодилов привязали ко дну, но после первой неудачной попытки крокодилы уже знали, чего ждать. Компании пришлось несколько раз менять обувь и одежду. В итоге было сделано пять попыток. Кананга получил 193 шрама